# Terroranschlag in Kabul am 19. April 2016
Bei dem Terroranschlag in Kabul am 19. April 2016 wurden durch einen mutmaßlichen Selbstmord-Terroranschlag der Taliban mindestens 64 Menschen getötet und 347 Menschen verletzt.
Mitten im Zentrum von Kabul kam es zu einer heftigen Explosion. Der Anschlag soll der afghanischen Geheimdienstzentrale gegolten haben. Ein Fahrzeug, das mit Sprengstoff versehen war, fuhr in die Nähe des Eingangs des Geheimdienstgebäudes und der Selbstmordattentäter sprengte sich dort in die Luft. Weitere Terroristen eröffneten kurz darauf das Feuer. Anschließend wurden weitere sporadische Kämpfe und Feuergefechte in der Kabuler Region mit den afghanischen Sicherheitskräften vermeldet und von einigen Festnahmen von mutmaßlichen Tätern und Talibananhängern berichtet.
Während am Anfang von wenigen Toten und Verletzten berichtet wurde, stieg deren Zahl im Laufe des Tages erheblich an. Die Mehrheit der Opfer der Explosionen erlitt schwere Verletzungen und ist in einem kritischen Zustand. Der afghanische Präsident Aschraf Ghani machte die Taliban für den Anschlag verantwortlich und verurteilte ihn auf das Schärfste sowie drohte mit Vergeltungsmaßnahmen. Der Anschlag war der schwerste in Kabul seit dem Jahr 2001. Der Sprecher der Taliban Zabiullah Mujahid übernahm die Verantwortung für das Attentat.